# Silava
Silava (ros. Силава) – stacja kolejowa w pobliżu miejscowości Mazie Loči i Mazie Škipori, w gminie Krasław, na Łotwie. Położona jest na linii Witebsk - Dyneburg.